# Olbonoma
Olbonoma is een geslacht van vlinders van de familie sikkelmotten (Oecophoridae), uit de onderfamilie Oecophorinae.

## Soorten
- O. callopistis (Meyrick, 1913)
- O. poliophracta Turner, 1940
- O. staitina Turner, 1940